# Kasteel van Peer
Het Kasteel van Peer was een burcht die zich bevond te Peer in de Belgische provincie Limburg, en de zetel was van de heer aldaar.
Vermoedelijk werd het kasteel opgericht tussen 1300 en 1320. Het lag buiten de stadsveste, niet ver van de voormalige Nieuwe Poort, waar zich tegenwoordig het Sint-Lambertuscollege bevindt. Het bestond uit een poortgebouw, een neerhof en het wooncomplex van de heer.
Van 1483-1488, toen een strijd woedde tussen de heer Willem I van der Marck Lumey en Johan van Horne, prins-bisschop van Luik, werd ook het kasteel verwoest. Omstreeks 1500 waren van het kasteel nog slechts indrukwekkende ruïnes over, maar geleidelijk vervielen deze verder. Tot omstreeks 1850 bleven nog enkele muurresten zichtbaar, terwijl de grachten nog aanwezig waren. Kort voor 1900 werd het terrein grotendeels geëgaliseerd, maar overblijfselen van de grachten waren tot 1950 nog zichtbaar.
Toen men in 1992 op deze plaats bouwwerken uitvoerde, werden nog muurresten en fundamenten aangetroffen.